# Kadina
Kadina (4 026 habitants) est la principale ville du « triangle du cuivre ». Elle est située dans la péninsule de Yorke, en Australie-Méridionale, à 144 km au nord-nord-ouest d'Adélaïde, la capitale de l'état. Les villes de Kadina, Moonta et Wallaroo et leurs environs sont appelés quelquefois la « petite Cornouailles » en souvenir de tous les mineurs de cette région anglaise qui ont immigré ici à la fin du XIXe siècle.
Kadina est à environ 20 km au nord-est de Moonta et à 8 km à l'est de Wallaroo.
Avec ses 4 026 habitants, Kadina est la principale ville de la péninsule de Yorke. Ancienne ville minière après la découverte des mines de cuivre dans la région en 1859, elle est devenue un grand centre agricole.
C'est la ville natale de John Olsen, un ancien Premier Ministre d'Australie-Méridionale.
Le nom de Kadina dérive du nom Kadiyinya, un mot autochtone Narungga signifiant la « plaine des varans ».